# Amadou Toumani Touré
  Amadou Toumani Touré  (ful: Aamadu Tumaani Tuuree)  (Mopti, 4 de novembre de 1948 - Istanbul, 9 de novembre de 2020) fou un militar i polític fulbe malià.
El març de 1991, després de manifestacions populars reprimides amb violència, va participar en el cop d'estat contra Moussa Traoré, assumint la presidència del govern de transició democràtica, i el 1992 Alpha Oumar Konaré es va convertir en el primer president elegit democràticament des de la independència el 1960. Va ser president de nou des del 8 de juny de 2002 fins ser destituït arran del cop d'estat del 22 de març de 2012 liderat pel capità Amadou Haya Sanogo. El 1998 el govern francès el feu gran oficial de la Legió d'Honor.
Acusat d'alta traïció en no haver dotat els recursos suficients a l'exèrcit en la seva lluita contra la insurrecció al nord de Mali, només va tornar al país en 2017 cridat pel president Ibrahim Boubacar Keïta. Va morir el 9 de novembre a Istanbul, després de sotmetre's a una operació cardíaca a l'hospital Le Luxembourg de Bamako.